# Johann Beckmann

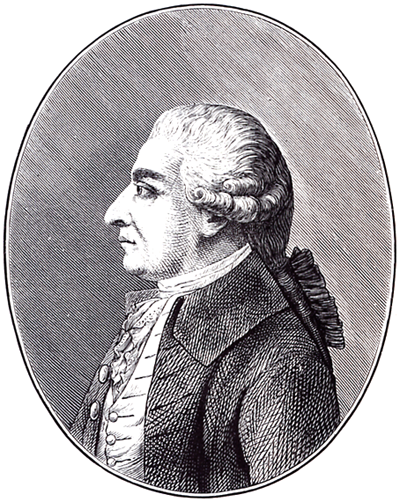
Johann Beckmann

Johann Beckmann (Hoya, 4 juni 1739 – Göttingen, 3 februari 1811) was een Duitse filosoof, econoom en wetenschapshistoricus en hoogleraar aan de Universiteit van Göttingen. Beckmann heeft het begrip Technologie gemunt.

## Levensloop
Beckmann werd geboren in de gemeente Hoya nabij Hannover, waar zijn vader postmeester en belastinggaarder was. Hij studeerde aan de Universiteit van Göttingen en verdiepte zich in de theologie, wiskunde, natuurkunde, geschiedenis, openbare financiën en bestuurskunde.
Na de afronding van zijn studie in 1762 maakte hij een studiereis naar Braunschweig en de Nederlanden, waar hij onderzoek deed naar mijnen, fabrieken en musea voor geschiedenis. In 1763 werd hij op verzoek van Anton Friedrich Büsching, grondlegger van de moderne statistische geografie, docent aan de Lutherse academie in het Russische Sint-Petersburg. In 1765 beëindigde die betrekking en reisde hij door Denemarken en Zweden, waar hij weer vergelijkbaar onderzoek deed naar de economie, kunst en geschiedenis. In Uppsala maakte hij kennis met Carl Linnaeus, van wie hij les kreeg.
In 1766 kreeg hij een aanstelling als buitengewoon hoogleraar in de filosofie aan de Universiteit van Göttingen. Zijn lessen in de landbouwhuishoudkunde waren zo succesvol, dat hij in 1770 een aanstelling als gewoon hoogleraar kreeg. Onder zijn studenten waren Hans Conrad Escher von der Linth en Alexander von Humboldt.
In 1772 werd Beckmann gekozen tot lid van de Koninklijke Sociëteit van Wetenschappen te Göttingen. In de daaropvolgende jaren werd hij lid van wetenschappelijke gezelschappen in Celle, Halle, München, Erfurt, Amsterdam, Stockholm en Sint-Petersburg.

## Werk
Dankzij zijn publicaties en optreden aan de Universiteit van Göttingen verwierf Beckmann zo'n grote bekendheid, dat studenten uit heel Europa naar zijn colleges in Göttingen kwamen. Onder hen was Alexander von Humboldt. In zijn werk wist hij een voor zijn tijd bijzondere synthese te bewerkstelligen tussen theorie en praktijk.

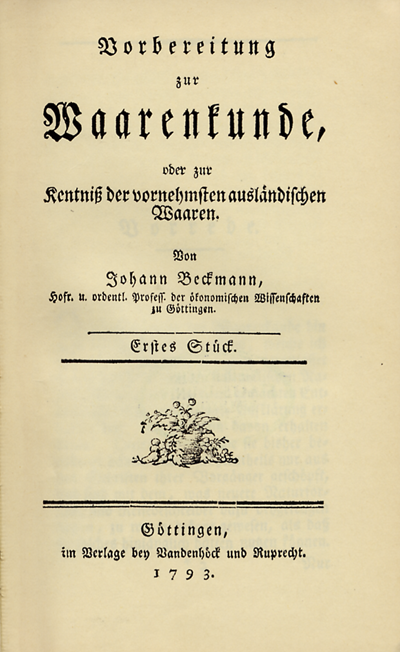
Titelblad "Vorbereitung zur Warenkunde", 1793.

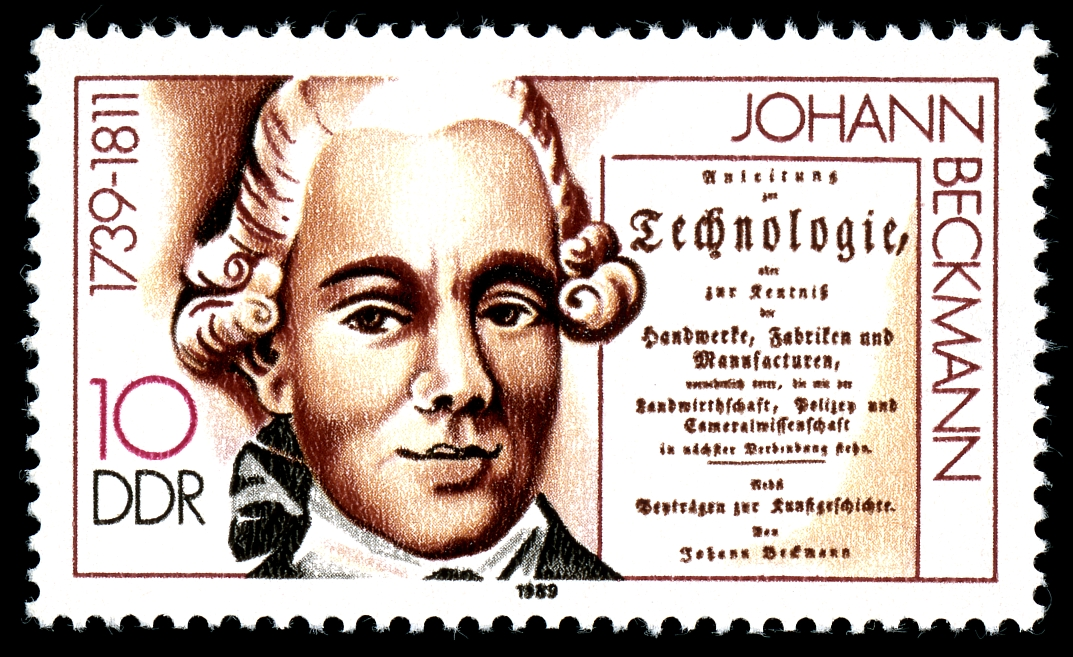
Postzegel uit DDR, 1989.

Beckmann had de gewoonte om zijn studenten practica te geven, waarin ze zowel praktische als theoretische kennis opdeden van verschillende processen en handarbeid. Hierbij verklaarde hij de historie en beschreef hij de bestaande condities van iedere kunst en wetenschap, wat hem was ingegeven door het werk van Albrecht von Haller.

### Landbouwkunde
De belangrijkste bijdrage leverde Beckmann op het gebied van de landbouwkunde, waarover hij in 1769 een leerboek Grundsätze der teutschen Landwirthschaft publiceerde. Dit werk beleefde 8 herdrukken, en wordt wel gezien als meest invloedrijke leerboek voor de hogeschool op zijn gebied. De betekenis ligt in de invoering van een methodiek, waarmee de traditionele ervaringskennis geordend, gesystematiseerd en geclassificeerd wordt.

### Invloed
Beckmann heeft zich in bijzonder gericht op verschillende praktische ambachten en fabricagetechnieken, wat hij heeft beschreven in het meerdelige "Beitrage zur Geschichte der Erfindungen" (1780-1805), in het Engels vertaald als de "History of Inventions". In dit werk betrekt hij de oorsprong, historie en omstandigheden van verschillende machines en uitvindingen, die gebruikt werden in de landbouw, handel en industrie. Vanwege dit werk wordt hij wel beschouwd als de grondlegger van studie van de wetenschap- en technologiegeschiedenis. Hij gebruikte als eerste het begrip "technologie" in 1772.
In Nederland was Beckmann een belangrijke inspiratie voor onder andere Jacobus Albertus Uilkens, de eerste Nederlandse hoogleraar in de landbouwhuishoudkunde aangesteld aan de Rijksuniversiteit Groningen in 1815.

## Publicaties, een selectie[5]
- 1769 Grundsatze der teutschen Landwirtschaft.
- 1770-1806. Physikalische-okonomoische Bibliothek. 23 delen van een driemaandelijks periodiek.
- 1777. Anleitung zur technologie.
- 1777-91. Beitrage zur Okonomie, Technologie, Polizei- und Cameralwissenschaft.
- 1780-1805. Beitrage zur Geschichte der Erfindungen.
- 1782. Volledige verhandeling der manufaktuuren en fabrieken, Utrecht: Weduwe J. v. Schoonhoven. Nederlandse vertaling door J.v.M. Az. van de tweede, door Beckmann verbeterde en geannoteerde druk van Johann Heinrich Gottlob von Justi, Vollstaendige Abhandlung von den Manufacturen und Fabriken, Berlin: Joachim Pauli, 1780. 1e druk: Koppenhagen: Rothen, 1758-61.
- 1789. Anleitung zur Handelswissenschaft.
- 1793-1800. Vorbereitung zur Warenkunde.
- 1806. Entwurf einer allgemeinen Technologie.

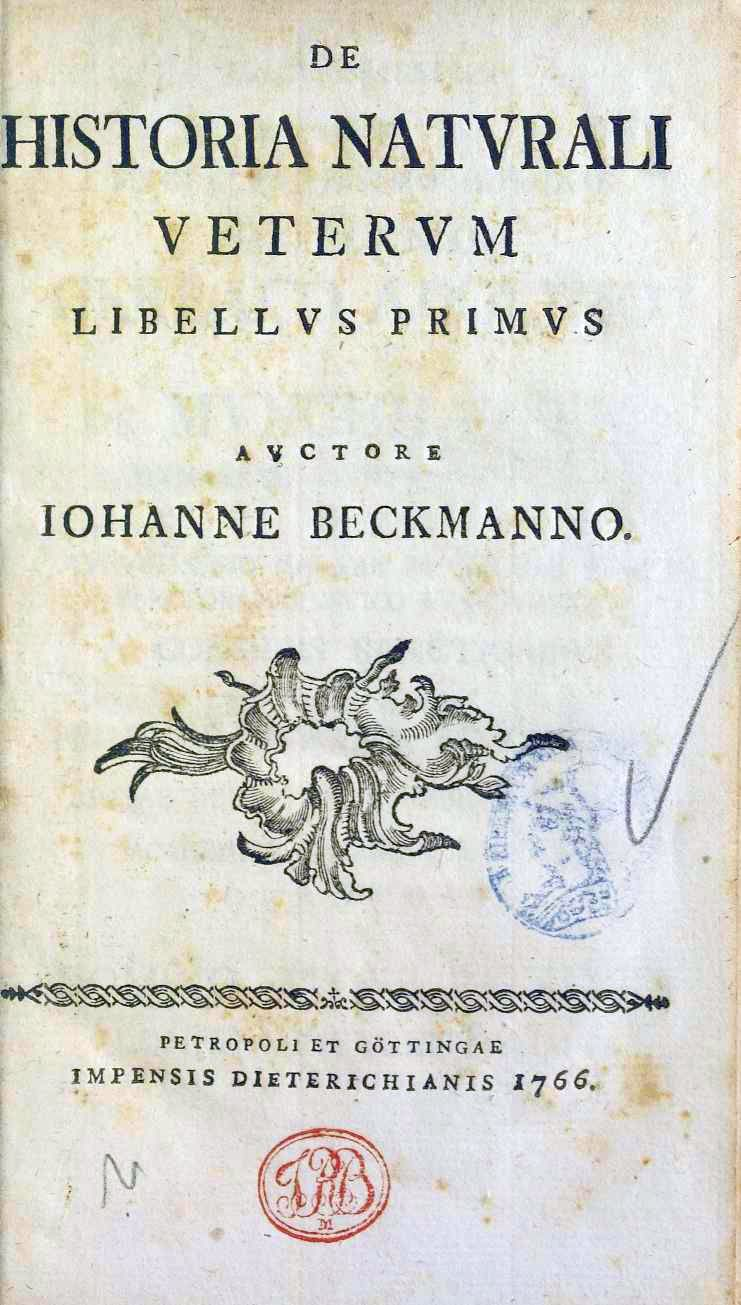
De historia naturalis veterum libellus primus, 1766

- Bibsys: 90501022
- Bibliothèque nationale de France: cb165988287 (data)
- Author citation (botany): Beckm.
- Digitale Bibliotheek voor de Nederlandse Letteren: beck066
- Gemeinsame Normdatei: 118654624
- International Standard Name Identifier: 0000 0001 1877 5857
- Library of Congress Control Number: n84805338
- Bibliotheek van het Japanse parlement: 00432705
- Nationale Bibliotheek van Tsjechië: uzp2008440466
- Nationale bibliotheek van Australië: 35016296
- Nationale Bibliotheek van Israël: 987007309665305171
- Nationale Bibliotheek van Polen: a0000001764162
- Nationale en Universitaire bibliotheek Zagreb: 000046838
- Nederlandse Thesaurus van Auteursnamen: 070539707
- Réseau des bibliothèques de Suisse occidentale: 02-A012478478
- Istituto Centrale per il Catalogo Unico: SBLV107176
- LIBRIS: 343406
- SNAC: w6s760jt
- Système universitaire de documentation: 056746601
- Trove: 791344
- Virtual International Authority File: 69723106
- WorldCat: E39PBJrch6q7RbwYqghR77KKh3